# Centris tricolor
Centris tricolor är en biart som beskrevs av Heinrich Friese 1900. Centris tricolor ingår i släktet Centris och familjen långtungebin. Inga underarter finns listade.